# Креци (Олт)
Креци (рум. Creți) насеље је у Румунији у округу Олт у општини Побору. Oпштина се налази на надморској висини од 283 m.

## Становништво
Према подацима из 2002. године у насељу је живело 219 становника, од којих су сви румунске националности.